# Цигенбальг, Бартоломей

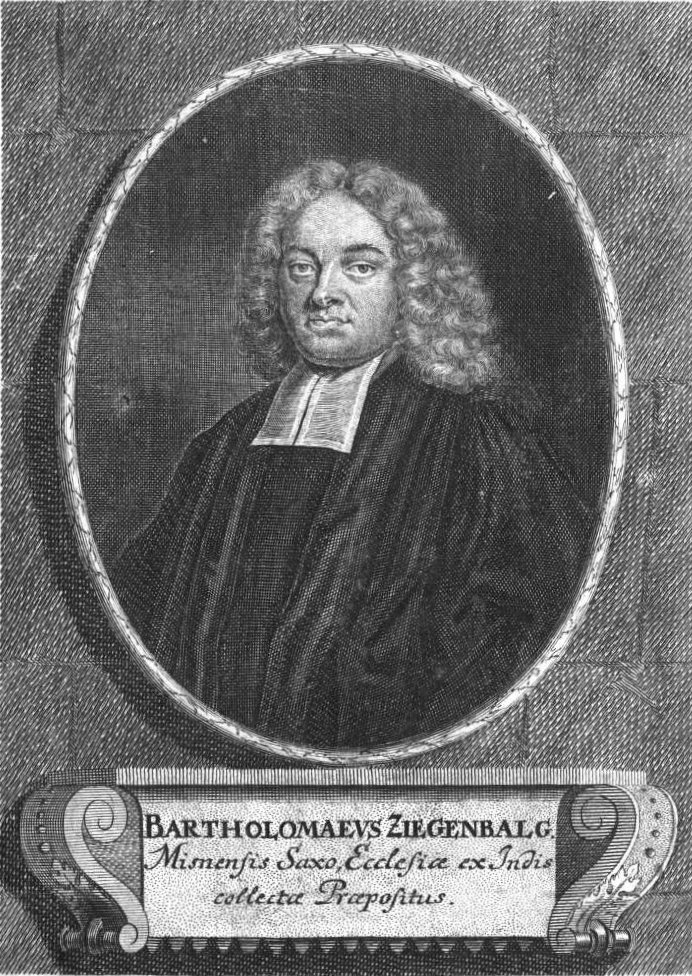
Бартоломей Цигенбальг

Бартоломей Цигенбальг (нем. Bartholomäus Ziegenbalg; 10 июля 1682, Пульсниц, Курфюршество Саксония — 23 февраля 1719, Транкебар, Индия) — лютеранский пастор и миссионер, первый протестантский миссионер в Индии, первый переводчик Нового Завета на тамильский язык.

## Биография
Цигенбальг родился в Саксонии в семье бедных, но набожных родителей. Уже в раннем детстве он проявил способности к музыке. Обучался в университете Галле, бывшем в то время центром пиетизма.
Он отклинулся на призыв датского короля Фредерика IV к клирикам о распространении Евангелие в Индии. 9 июля 1706 года Цигенбальг и Генрих Плютшау прибыли в Транквебар, тем самым став первыми протестантскими миссионерами в Индии (в рамках миссии Дания-Галле). Они начали активную проповедническую деятельность, несмотря на оппозицию со стороны местных индуистов и представителей датских властей, проведя первое крещение индийцев 12 мая 1707 года. Миссионеры так же организовали типографию, где в 1715 году был напечатан первый перевод Нового Завета на тамильский язык. Этот текст с небольшими изменениями используется до настоящего времени.
Несмотря на оппозицию со стороны совета в Копенгагене, финансировавшего деятельность миссии, Цигенбальг считал, что проповедь Евангелия должна сочетаться с заботой о социальном благополучии новообращённых.
Цигенбальг открыто критиковал членов касты брахманов, обвиняя их в пренебрежении к низшим кастам индуистского общества. По этой причине, по крайней мере один раз возник заговор с целью убийства миссионера.
В 1708—1709 годах пастор находился в течение четырёх месяцев в тюрьме из-за раздоров, возникших между представителями различных христианских течений в Транквебаре. Поводом к этому послужил спор о том по каком обряду — католическому или лютеранскому должны крестить внебрачных детей от связей между датскими солдатами и местными женщинами.
В другой раз пастор заступился за вдову брадобрея-тамила, который был должником католика, работавшего на компанию в качестве переводчика. Командующий датским фортом Хассиус посчитал, что миссионер занимается вопросами, находящимися за пределами его компетенции и заключил его в тюрьму. Несмотря на то, что через четыре месяца Цигенбальг был освобождён, его отношения с командиром форта оставались натянутыми, что послужило причиной возвращения миссионера в Европу в 1714 году, где он находился в течение двух лет, после чего вернулся в Индию.
Цигенбальг активно сотрудничал с англиканским обществом по распространению христианских знаний, что делает его работу одним из первых примеров экуменических связей в истории протестантской миссионерской работы.
Здоровье пастора в течение всей жизни не отличалось крепостью, а пребывание в Индии ухудшило его состояние. 23 февраля 1719 года в возрасте тридцати шести лет он скончался на юге Индии.
Наследие Цигенбальга составили словарь и грамматика тамильского языка, перевод на тамильский книг Нового Завета и Ветхого Завета (вплоть до Книги Руфь), несколько брошюр, два церковных здания, семинария для подготовки священнослужителей из коренных народов Индии. В результате его миссии в христианство перешли свыше 250 индийцев. Первый индийский епископ Евангелическо-Лютеранской Церкви Тамилнада был ординирован на 250-тую годовщину прибытия сюда Цигенбальга.